# 1995 BW
1995 BW är en asteroid i huvudbältet som upptäcktes 25 januari 1995 av den japanska astronomen Takao Kobayashi vid Ōizumi-observatoriet.
Asteroiden har en diameter på ungefär 5 kilometer.